# Episodi di Heidi (serie animata 1974)
L'anime Heidi è stato prodotto nel 1974 dallo studio di animazione giapponese Zuiyo Eizo in 52 episodi ed è il precursore del progetto World Masterpiece Theater, pur non facendo parte della cronologia ufficiale.

## Lista episodi
| Nº | Titolo italiano Giapponese 「Kanji」 - Rōmaji - Traduzione letterale | In onda           | In onda          |
| Nº | Titolo italiano Giapponese 「Kanji」 - Rōmaji - Traduzione letterale | Giapponese        | Italiano         |
| 1  | Il vecchio dell'Alpe 「アルムの山へ」 - Arumu no yama e – "Verso le Alpi" | 6 gennaio 1974    | 7 febbraio 1978  |
| 1  | Svizzera tedesca del 1880. Heidi, la protagonista della serie, è un'orfana di cinque anni che, dopo la morte dei suoi genitori, ha vissuto con la giovane zia Dete, sorella di sua madre Adelaide. Dete è riuscita a trovare lavoro come donna di servizio a Francoforte e non può portarsi la bambina, così decide di lasciarla dall'unico parente che le è rimasto: il nonno paterno, un uomo quasi mai sorridente e soldato in pensione che vive in una baita sperduta sui monti e che viene chiamato dai paesani il vecchio dell'Alpe o anche vecchio orso. Durante la salita alla baita, Heidi incontra il pastorello Peter, il quale sta portando le capre al pascolo, e fa subito amicizia con lui. All'arrivo, Heidi e Dete ricevono un'accoglienza piuttosto fredda da parte del vecchio, ma Dete è risoluta: adesso sarà lui ad assumersi le sue responsabilità e a occuparsi della piccola. L'anziano uomo caccia via Dete, ma suo malgrado è costretto ad accogliere la bambina. |                   |                  |
| 2  | In casa del nonno 「おじいさんの山小屋」 - Ojii-san no yamagoya – "La baita del nonno" | 13 gennaio 1974   | 8 febbraio 1978  |
| 2  | Sebbene il vecchio dell'Alpe sia burbero e riservato, comincia a conoscere Heidi, curiosa di conoscere tutto ciò che la circonda: i due cominciano a legare, anche grazie all'amore per le montagne. Heidi conosce anche il cane Nebbia, un enorme San Bernardo di cui ha paura per le sue enormi dimensioni. Intanto Dete è giunta a valle e viene apostrofata dagli abitanti del villaggio per aver lasciato la bambina al vecchio. Dete si giustifica dicendo che ha trovato lavoro in una grande città e che non avrebbe potuto portare Heidi con sé. |                   |                  |
| 3  | Una meravigliosa avventura 「牧場で」 - Boku jou de – "Ai pascoli" | 20 gennaio 1974   | 9 febbraio 1978  |
| 3  | Heidi sale per la prima volta ai pascoli con Peter, dove vede per la prima volta animali che le erano sconosciuti: gli scoiattoli, un'aquila e per poco anche le marmotte. Heidi discute con Peter perché ha l'abitudine di picchiare le capre quando disubbidiscono, ma lui le spiega che è del tutto normale. Heidi rischia di cadere dal burrone, capendo che la montagna ha anche molti lati pericolosi. A conclusione di una giornata indimenticabile, Heidi rimane affascinata dai giochi di luce delle montagne al tramonto. |                   |                  |
| 4  | La famiglia cresce 「もう一人の家族」 - mohitori no kazoku – "Un altro in famiglia" | 27 gennaio 1974   | 14 febbraio 1978 |
| 4  | Nel secondo giorno ai pascoli, Heidi fa una nuova esperienza, i temporali, molto frequenti nelle estati in montagna. Lei e Peter si riparano e, una volta che il tempo si è placato, trovano un uccellino con un'ala spezzata. Heidi vuole tenerlo e gli dà il nome Cip, scatenando una forte gelosia in Peter perché adesso ha soltanto attenzioni per il piccolo animale. Heidi ha paura che Nebbia possa mangiare Cip, ma quando il San Bernardo salva l'uccellino dal calderone bollente Heidi scopre che quel grosso cane in realtà ha un cuore d'oro e il suo unico difetto è che dorme troppo. |                   |                  |
| 5  | La lettera 「燃えた手紙」 - Moe ta tegami – "La lettera bruciata" | 3 febbraio 1974   | 15 febbraio 1978 |
| 5  | Peter sta per partire dal paese per salire ai pascoli quando riceve una lettera per il vecchio dell'Alpe, ma è talmente preso dalla gelosia verso Cip da dimenticarsi di consegnargliela. Heidi segue Peter con l'uccellino Cip perché vuole insegnargli a volare, nonostante lui volesse andare ai pascoli senza di lei: Peter capisce che non deve essere geloso di Cip e aiuta la bambina a farlo volare, salvandolo dagli assalti di un falco. Ma i due bambini hanno trascurato le capre: si sono perse Bianchina e Diana, le due capre del vecchio, oltre a Fiocco di neve, la capretta preferita di Heidi. Come se non bastasse scende la nebbia: Heidi e Peter ritrovano le capre, ma si sono persi e vengono ritrovati dal cane Nebbia che indica loro la strada. Il cane li porta dal nonno e tutti insieme tornano a casa. La sera, quando Heidi è andata a letto, il nonno legge la lettera che Peter si è poi ricordato di dargli: è di Dete, la quale vorrebbe che Heidi la raggiungesse a Francoforte per frequentare la scuola. Il vecchio dell'Alpe brucia la lettera nel fuoco: gli sono bastati pochi giorni per affezionarsi alla nipotina. |                   |                  |
| 6  | La pastorella 「ひびけ口笛」 - Hibike kuchibue – "Un fischio forte" | 10 febbraio 1974  | 16 febbraio 1978 |
| 6  | Heidi decide di diventare una pastorella: deve imparare a mungere le capre e a fischiare con le dita. Inizialmente nessuna delle due cose le riesce e Heidi pensa che non sarà mai una pastorella. Ma quando Peter ha il mal di pancia e Bianchina e Diana litigano su una roccia, rischiando di cadere nel burrone, Heidi riesce a farle smettere e così diventa consapevole delle sue possibilità. Trascinata dall'entusiasmo, la bambina riesce a imparare in una mezza giornata a mungere e fischiare. Nel frattempo il nonno scende al villaggio come d'abitudine fa due volte all'anno per scambiare i suoi prodotti con il pane: tutti gli abitanti lo guardano con sospetto e, dopo aver discusso con il fornaio, il vecchio dell'Alpe scende fino a Maienfeld per concludere l'affare. Al ritorno il nonno potrà essere orgoglioso della sua nipotina che ormai è una pastorella provetta. |                   |                  |
| 7  | Discorsi con l'albero 「樅の木の音」 - Momi no ki no koto – "Il fruscio degli abeti" | 17 febbraio 1974  | 21 febbraio 1978 |
| 7  | Ormai l'autunno è alle porte: il nonno non vuole che Heidi vada ai pascoli perché il vento sta diventando troppo forte. Per distrarla, le insegna a fare il formaggio: la bambina è entusiasta e si offre di restare a mescolare il latte sul fuoco mentre il nonno avrebbe sbrigato altri lavori fuori dalla capanna. Heidi sente bussare alla porta e, una volta aperta, trova Fiocco di neve che è venuta a cercarla: Heidi la riporta da Peter, ma dimentica il latte sul fuoco che finisce per bruciare. Al suo ritorno a casa trova il nonno intento a raschiare dalla pentola il latte ormai carbonizzato: è molto dispiaciuta del disastro e si scusa con il nonno, ma egli è arrabbiato solo con sé stesso per averla lasciata sola con un compito troppo difficile per lei. Heidi è comunque triste perché sente di aver deluso il nonno, così si rifugia sotto i suoi abeti per consolarsi. |                   |                  |
| 8  | Tanta impazienza 「ピッチーよどこへ」 - Picchi yodokohe – "Dove sei, Picchi?" | 24 febbraio 1974  | 22 febbraio 1978 |
| 8  | Cip si unisce a uno stormo di uccelli e vola via assieme a loro: Heidi lo insegue fino al bosco che si trova al limitare del paese. Tornata a casa si getta disperata tra le gambe del nonno, il quale le spiega che l'uccellino Cip è emigrato verso i paesi caldi del Sud perché sta per arrivare l'inverno e non sarebbe sopravvissuto. L'indomani Heidi si rifiuta di parlare con Peter perché il giorno prima le aveva detto brutalmente di farsi una ragione dell'addio di Cip. Mentre il nonno porta la nipotina nel bosco per raccogliere le castagne e l'uva, Peter si prodiga per catturare un nuovo uccellino. Una volta a casa Heidi non lo vuole perché ha capito la lezione e regala a Peter delle castagne come gesto di scusa per il suo comportamento. |                   |                  |
| 9  | L'inverno sulle Alpi 「白銀のアルム」 - Hakugin no arumu – "Le Alpi innevate" | 3 marzo 1974      | 23 febbraio 1978 |
| 9  | Heidi è entusiasta davanti ai primi fiocchi di neve: ben presto l'intera vallata diventa completamente bianca. La bambina però si annoia a morte perché è costretta a rimanere chiusa dentro la capanna: la sua unica occupazione è dar da mangiare agli animali che cercano un riparo sotto gli abeti. Ad Heidi mancano il suo amico Peter, il quale sta frequentando la scuola, e le capre, in particolare Fiocco di neve. Un pomeriggio Peter passa a trovarla perché non ha lezione e, prima di congedarsi, le dice che sua nonna avrebbe piacere di conoscerla uno dei prossimi giorni. Heidi è molto felice perché per la prima volta è stata invitata da qualcuno, ma il nonno non è entusiasta perché ormai ha chiuso tutti i ponti con i compaesani. |                   |                  |
| 10 | La visita 「おばあさんの家へ」 - Obā-san no ie e – "A casa della nonna" | 10 marzo 1974     | 28 febbraio 1978 |
| 10 | Heidi vorrebbe andare a trovare la nonna di Peter, ma per molti giorni imperversa una bufera di neve e il nonno non la fa uscire. Quando finalmente arriva una giornata di bel tempo, il vecchio dell'Alpe accompagna Heidi con la slitta fin sulla porta della casetta della nonna, ma ritorna indietro senza entrare. La bambina scopre con tristezza che la nonna di Peter è cieca e vive in una catapecchia di legno che può crollare da un momento all'altro: alla sera ne parla con il nonno e riesce a convincerlo a ripararla. Il giorno dopo Heidi torna dalla nonna di Peter, mentre il nonno ripara il tetto della capanna: la nonna e Brigida, la madre di Peter, sono stupefatte dell'incredibile cambiamento che Heidi ha prodotto nel vecchio. |                   |                  |
| 11 | Guida ai cacciatori 「吹雪の日に」 - Fubuki no nichi ni – "Un giorno di tempesta" | 17 marzo 1974     | 1º marzo 1978    |
| 11 | Un giorno alla baita del nonno arrivano Emerald e George, due cacciatori con il fucile, che vorrebbero catturare un cerbiatto: Heidi è fermamente contraria e si para davanti all'animale, impedendo loro di sparare. Il nonno li avverte che sta per arrivare una tormenta di neve, sconsigliando loro di proseguire la caccia. I due uomini non credono alle sue parole e partono per l'altopiano, ma la previsione del vecchio si avvera. I cacciatori perdono la strada e avrebbero corso un serio pericolo di morire assiderati se il nonno, pregato insistentemente da Heidi, non fosse andato a recuperarli. |                   |                  |
| 12 | Una corsa sfrenata 「春の音」 - Haru no oto – "Il suono della primavera" | 24 marzo 1974     | 2 marzo 1978     |
| 12 | Ormai l'inverno sta cedendo il passo alla primavera: spuntano i primi bucaneve e Heidi ne porta alcuni alla nonna di Peter. Heidi parte in slitta con Peter e incontrano due ragazzini che la prendono in giro perché è la nipote del vecchio dell'Alpe. Peter si arrabbia e li sfida in una gara a chi arriva prima in città, ma perdono la sfida proprio alla fine. Mentre stanno risalendo per tornare alla baita vengono sorpresi da una slavina e si mettono in salvo, ma la slitta di Peter viene trascinata via dal torrente di neve. |                   |                  |
| 13 | Primavera sull'altopiano 「再び牧場へ」 - Futatabi bokujō e – "Ritorno al pascolo" | 31 marzo 1974     | 7 marzo 1978     |
| 13 | È di nuovo primavera: Heidi e Peter possono finalmente ritornare sui pascoli. Heidi scopre un posto nuovo, un ampio prato fiorito, e le viene l'idea di intrecciare ghirlande per Peter e le capre. Tutti stanno festeggiando, ma all'improvviso scoppia un temporale. Finito tutto, Heidi e Peter trovano un agnellino che si è perso: il padrone pensa che siano stati loro a rubarlo e inizia ad azzuffarsi con Peter. Interviene in loro soccorso il cane Nebbia, invocato indirettamente da Heidi, che mette in fuga il malcapitato. Tornata a casa, Heidi riceve una sorpresa: il nonno è sceso a valle e le ha comprato un cappello. |                   |                  |
| 14 | Operazione "Fiocco di neve" 「悲しいしらせ」 - Kanashii shirase – "Una triste notizia" | 7 aprile 1974     | 8 marzo 1978     |
| 14 | Mentre aspetta le capre, Peter riceve una brutta notizia: la capretta Fiocco di neve verrà venduta a un macellaio perché non è ancora cresciuta e non fa il latte. Heidi, notando la faccia avvilita di Peter, si fa dire la verità, scoppiando in lacrime disperata perché non vuole che la sua amata capretta faccia quella fine. Il nonno consiglia alla nipotina di cercare delle erbe speciali che crescono sui pendii più alti, ma le raccomanda di lasciar fare a Peter perché non vuole che si arrampichi. La bambina è però testarda e vuole lei stessa raccogliere le erbe, rischiando di precipitare. Peter corre a salvarla, ma cadono entrambi e vengono salvati dal cane Nebbia, che il nonno aveva mandato perché custodisse il gregge. |                   |                  |
| 15 | Vittoria sudata 「ユキちゃん」 - Yuki-chan – "Yuki" | 14 aprile 1974    | 9 marzo 1978     |
| 15 | Gli sforzi di Heidi e Peter sembrano inutili: il padrone di Fiocco di neve ha deciso che sarà il suo ultimo giorno sui pascoli e poi la venderà. A fine giornata, Heidi nasconde la capra nella stalla con Bianchina e Diana perché non vuole perderla: il nonno non rimprovera la nipotina, pur facendole capire che il suo è un comportamento sbagliato. Il mattino dopo, insieme a Peter, sale alla baita il padrone di Fiocco di neve che accusa il vecchio dell'Alpe di avergli rubato la capra: Heidi gli fa assaggiare il latte di Fiocco di neve che è buonissimo, grazie alle tante erbe speciali che le hanno dato, quindi l'uomo cambia idea e non la venderà più. |                   |                  |
| 16 | Nubi all'orizzonte 「デルフリ村」 - Derufuri mura – "Dorfli" | 21 aprile 1974    | 14 marzo 1978    |
| 16 | È di nuovo inverno: Heidi chiede a Peter di portarla in paese con la slitta nuova perché vuole andare a trovare Fiocco di neve, accertandosi che il padrone non la voglia davvero vendere. Mentre i ragazzi sono via, il vecchio dell'Alpe riceve una lettera dal maestro, il quale lo esorta a mandare la piccola a scuola. Heidi e Peter si fermano a giocare a palle di neve con i bambini del paese: Heidi fa una pessima figura perché non sa ancora leggere e scrivere, scoprendo però che neanche Peter è ancora capace. I bambini riferiscono il tutto alle loro madri, le quali si preoccupano e cercano di escogitare uno stratagemma perché Heidi frequenti la scuola come tutti i bambini. A casa il nonno spiega ad Heidi che non vuole mandarla a scuola perché rovina i bambini, mentre lei vivendo a contatto con la natura sta imparando molte più cose di quelle che si trovano nei libri. |                   |                  |
| 17 | Arrivano visite 「二人のお客さま」 - Futari no okyaku-sama – "Due visite" | 28 aprile 1974    | 15 marzo 1978    |
| 17 | Heidi sta andando a trovare la nonna di Peter quando vede arrivare un uomo: è il parroco, venuto a parlare con il nonno per convincerlo a mandare finalmente Heidi a scuola. Il parroco e il vecchio dell'Alpe hanno un lungo colloquio, ma il nonno è irremovibile: Heidi non andrà a scuola. Le donne del paese sono preoccupate perché il vecchio non ha dato ascolto nemmeno al prete, ma dalla città arriva una donna elegante che bussa alla loro porta: è Dete, la zia di Heidi, venuta da Francoforte per prendersi la bambina. |                   |                  |
| 18 | Un saluto frettoloso 「離ればなれに」 - Hanare banare ni – "Separazione" | 5 maggio 1974     | 16 marzo 1978    |
| 18 | Dete racconta al vecchio dell'Alpe di aver trovato una sistemazione ad Heidi a Francoforte. La bambina andrà a stare nella casa dei Seseman, una delle famiglie più ricche della città, per essere la compagna di giochi di Clara, la figlia paralitica di un uomo d'affari. Dete è risoluta nel voler attuare il suo piano, minacciando il vecchio di trascinarlo in tribunale se non le lascerà prendere la bambina, forte del fatto che l'intero paese testimonierà a suo favore, e rimproverandogli di non averla mandata a scuola. Stanco dell'ipocrisia di chi crede di sapere cosa sia meglio per Heidi, il vecchio dell'Alpe sbraita a Dete di portarsela pure via, affermando di non volerne più sapere niente se la trasformerà in una sciocca donnina di città. Per dare uno smacco al vecchio, Dete vuole che sia Heidi a decidere cosa fare, facendole credere però che Francoforte è molto vicina e presto potrà fare ritorno sui monti. Heidi è allettata dalle promesse della zia e dalla possibilità di trovare in città i panini bianchi per la nonna di Peter, la quale non riesce a mangiare il pane duro che si trova in montagna. Peter e sua nonna reagiscono male all'improvvisa partenza di Heidi in quanto ormai per la povera vecchia Heidi è diventata parte della loro vita e affacciatasi alla finestra implora in lacrime a Dete di non portare via la bambina dalla loro vita ma ormai è troppo tardi. In particolare, il pastorello sale alla baita per dirne quattro al vecchio, convinto sia stato lui a lasciarla andare, ma resta di stucco nel trovarlo affranto per questo inaspettato addio. Il vecchio dell'Alpe è convinto che non rivedranno mai più Heidi, destinata ad essere conquistata dalla città. Peter si precipita sui pascoli a piangere la separazione dalla sua migliore amica che non si è resa conto di essere caduta in una diabolica trappola che la malvagia zia le ha teso. |                   |                  |
| 19 | La grande città 「フランクフルトへ」 - Frankfurt e – "Verso Francoforte" | 12 maggio 1974    | 21 marzo 1978    |
| 19 | Quando Heidi capisce che Francoforte non è dietro l'angolo ormai è troppo tardi: Dete la trascina sul treno a forza e la bambina vede le sue amate montagne farsi sempre più piccole. In montagna nel frattempo tutti sentono la mancanza di Heidi e perfino gli animali del luogo si accorgono che la presenza della bambina è svanita e cominciano a cercarla perfino l'aquila che vive laggiù la cerca nel tentativo di ritrovarla ma gli sforzi sono vani infatti anche Nebbia è in pensiero per la sua padroncina ma il Vecchio dice al suo amato cane che purtroppo Heidi non è in paese ma è in città ed è molto preoccupato perché teme che possa accadere alla nipote qualcosa di terribile. Arrivate a Francoforte, Dete e Heidi vengono ricevute dalla signora Rottenmeier, l'arcigna governante di casa Seseman, con la quale Dete aveva preso accordi per far venire Heidi. La signora Rottenmeier resta negativamente colpita da Heidi perché risponde male, è analfabeta e non ha 12 anni come Clara. Alla governante non piace il nome Heidi e Dete le spiega che in realtà la bambina si chiama Adelaide, come sua madre. |                   |                  |
| 20 | Una compagnia gradita 「新らしい生活」 - Atarashii seikatsu – "Una nuova vita" | 19 maggio 1974    | 22 marzo 1978    |
| 20 | Con la scusa di tornare al lavoro, Dete scappa via dal colloquio con la signora Rottenmeier, lasciando Heidi in casa Seseman. La bambina fatica ad ambientarsi con le rigide regole imposte dalla signora Rottenmeier e le sue abitudini sconvolgono la governante. Heidi chiede al simpatico cameriere Sebastiano di poter guardare fuori dalla finestra, ma è triste nel non vedere le montagne. Clara le chiede se vuole tornare a casa, ma Heidi ci ripensa perché la ragazzina paralitica le fa pena e decide di restare ancora un po' di tempo con lei, così quando andrà via potrà portare tanti regali in montagna. |                   |                  |
| 21 | Con i topi in cantina 「自由に飛びたい」 - Jiyū ni tobi tai – "Vorrei tanto volare" | 26 maggio 1974    | 23 marzo 1978    |
| 21 | Per Heidi iniziano le lezioni con il maestro. Durante la prima lezione, la bambina si addormenta e sogna le montagne, svegliandosi di soprassalto e facendo cadere la tovaglia con sopra l'inchiostro. Di pomeriggio la bambina non sa cosa fare perché la sua amica Clara deve fare il riposino e la signora Rottenmeier non vuole che sia disturbata. Vedendo Hansi, l’uccellino domestico di Clara, chiuso in una gabbia, Heidi lo libera perché odia vedere gli animali chiusi dentro una gabbia. Per punizione, la signora Rottenmeier la chiude in cantina con i topolini. Qualche ora dopo, la cameriera Tinette viene mandata a riprenderla, ma fugge terrorizzata quando vede che nella gonna di Heidi brulicano tanti topolini. Verso sera, dopo che Heidi ha subito una doccia bollente da parte di Tinette (che si era arrabbiata con lei) e dopo essersi messa dei nuovi vestiti, Hansi torna nella sua gabbia e Heidi promette a Clara che un giorno la porterà sui monti per farle vedere che gli animali vivono davvero in libertà. |                   |                  |
| 22 | Nostalgia per la montagna 「遠いアルム」 - Tōi aru – "Le Alpi lontane" | 2 giugno 1974     | 28 marzo 1978    |
| 22 | La signora Rottenmeier non vuole che Heidi racconti a Clara delle sue montagne e soprattutto che le insegni a fischiare con le dita. Vedendo che la bambina sente il bisogno di vedere le sue montagne, Sebastiano le consiglia di andare sul campanile più alto della città per avere una vista panoramica migliore rispetto a quella della casa. Mentre cammina per strada, Heidi incontra un giovane fisarmonicista che l'accompagna dal campanaro che, nonostante sia una persona scontrosa, la fa salire sulla torre. La bambina rimane però delusa perché nemmeno da lì si riescono a vedere le montagne. Mentre scende le scale avvilita, Heidi sente dei miagolii e trova una cesta piena di gattini. |                   |                  |
| 23 | Musica stonata 「大騒動」 - Ōsōdō – "Tumulto" | 9 giugno 1974     | 29 marzo 1978    |
| 23 | Il campanaro dà il permesso ad Heidi di prendere un gattino, mentre gli altri le verranno recapitati a casa Seseman: la bambina sceglie un gatto bianco. La signora Rottenmeier fugge via terrorizzata quando scopre che Heidi ha portato in casa un gatto bianco e ordina a Sebastiano di liberarsene. Heidi e Clara convincono il cameriere a tenere il gatto, al quale danno il nome Miao, nascondendolo nella soffitta, dove la stessa governante non mette mai piede. Il giorno dopo, la lezione viene interrotta dall'arrivo del fisarmonicista che vuole essere pagato per il favore fatto ad Heidi: Sebastiano gli chiede di suonare per le bambine, facendo arrabbiare la signora Rottenmeier. Più tardi, Sebastiano porta a casa Seseman la cesta dei gattini: questi escono e spaventano la governante, costretta a saltare in piedi sul tavolo. Clara è contenta perché non si è mai divertita come quel pomeriggio. |                   |                  |
| 24 | Breve fuga 「捨てられたミーちゃん」 - Suterareta Mii-chan – "Il micio abbandonato" | 16 giugno 1974    | 30 marzo 1978    |
| 24 | Heidi e Clara approfittano dell'assenza della signora Rottenmeier per giocare con Miao. La governante, avendo dimenticato una cosa, torna improvvisamente indietro e le sorprende con il gatto, ordinando a Tinette di buttarlo fuori di casa. Dopo aver spiegato alle bambine che non possono tenere il gatto bianco perché è portatore di malattie, quindi pericoloso per la precaria salute di Clara, la signora Rottenmeier chiude Heidi in camera sua perché sta piangendo. Disperata e arrabbiata, Heidi decide di lasciare casa Seseman per incamminarsi verso le sue amate montagne. Per strada, la bambina incontra il fisarmonicista e si ferma con lui, ma proprio in quel momento passa la carrozza con a bordo la signora Rottenmeier che la deve portare a casa. Sebastiano confessa ad Heidi che il gatto Miao si trova al sicuro da suo fratello. Resasi conto di non avere alcuna possibilità di fuga, la bambina si rassegna al suo destino di rimanere a Francoforte. |                   |                  |
| 25 | Tanti panini bianchi 「白パン」 - Shiro-pan – "Il pane bianco" | 23 giugno 1974    | 4 aprile 1978    |
| 25 | La signora Rottenmeier confessa al maestro di essere preoccupata perché Heidi non ha ancora imparato l'alfabeto, sempre più convinta che la bambina sia inadatta per stare assieme a Clara. Mentre si sta esercitando nella scrittura, Heidi immagina che le lettere sul foglio si trasformino in stambecchi che la portano a casa, risvegliandosi in piedi sul tavolo intenta a salutare gli altri animali. Sebastiano porta un telegramma in cui il signor Seseman annuncia il suo ritorno per il giorno seguente. La signora Rottenmeier interrompe la lezione per dedicarsi ai preparativi della casa e decide di ispezionare la stanza di Heidi, temendo che sia in disordine. Quando apre l'armadio, la governante trova tanti panini bianchi che la bambina ogni giorno ha preso dalla tavola per portarli alla nonna di Peter e ordina alla cameriera Tinette di buttarli nella spazzatura. Heidi è disperata, ma Clara le spiega che i panini vecchi sono marci e quindi la signora Rottenmeier ha ragione. Per consolarla, Clara le racconta la favola "Il lupo e i sette capretti" che le ha insegnato suo padre. |                   |                  |
| 26 | L'arrivo della nonna 「ゼーゼマンさんのお帰り」 - Zezeman-san no okaeri – "Bentornato, signor Sesemann" | 30 giugno 1974    | 5 aprile 1978    |
| 26 | Il signor Seseman arriva a casa e ha un'ottima impressione riguardo a Heidi, contento che finalmente sua figlia Clara abbia compagnia. La signora Rottenmeier racconta al signor Seseman tutto quello che la bambina ha combinato da quando è arrivata, sottolineando il cattivo ascendente che potrebbe avere su Clara. Il signor Seseman vuole però sentire anche il parere di Clara, così manda Heidi a prendergli un bicchiere d'acqua gelata per poter parlare a tu per tu con la figlia. Mentre Heidi attraversa la città alla ricerca del bicchiere d'acqua, non reputando quella in casa abbastanza fresca, Clara difende la sua amica e accusa la signora Rottenmeier di parlare male di lei soltanto perché prevenuta nei suoi confronti. Heidi giunge a una fontana, dove incontra un signore anziano al quale offre un bicchiere d'acqua e che dice di conoscere i Seseman. Rientrata a casa proprio quando la signora Rottenmeier stava uscendo per cercarla, Heidi consegna il bicchiere al signor Seseman e scatena l'ilarità generale quando gli domanda se è abbastanza fresca. La bambina scopre che il signore incontrato alla fontana è il dottor Classen, il medico di Clara. Il signor Seseman rimane a casa dieci giorni e comunica alla signora Rottenmeier che ha deciso di tenere Heidi con loro, in quanto gli è sembrata una bambina assolutamente normale. Inoltre, consapevole delle difficoltà della governante nel gestire Heidi, ha chiesto a sua madre di stabilirsi in casa con loro. |                   |                  |
| 27 | La pelle d'orso 「おばあさま」 - Obā-sama – "Nonna" | 7 luglio 1974     | 6 aprile 1978    |
| 27 | Heidi è agitata per l'arrivo della nonna di Clara, soprattutto perché la signora Rottenmeier ha preteso che si esercitasse a salutarla in maniera educata. La governante le vieta di chiamarla nonna poiché soltanto Clara può usare quell'appellativo e darle del tu, così Heidi ha paura che la signora Seseman sia severa come la stessa governante. La nonna di Clara si rivela invece essere una persona estremamente allegra e simpatica: la donna si presenta a casa Seseman indossando una pelle d'orso per far spaventare le bambine, ma l'unica a prendere paura è la signora Rottenmeier che sviene sulle scale. Tra Heidi e la nonna nasce un'immediata affinità, grazie ai trucchi di magia e ai giochi che la nonna propone. Naturalmente la signora Rottenmeier non fa molto per celare la propria insofferenza nei confronti dei metodi educativi della signora Seseman, augurandosi che se ne vada presto. La nonna di Clara legge una favola ad Heidi per farla addormentare, lasciandole il libro sul cuscino. |                   |                  |
| 28 | Gita in campagna 「森へ行こう」 - Mori e ikō – "Andiamo nel bosco" | 14 luglio 1974    | 11 aprile 1978   |
| 28 | Grazie al libro di favole della nonna, Heidi impara improvvisamente a leggere: il maestro è sconvolto, tutte le sue teorie sono state screditate. La nonna decide di premiare Heidi facendola entrare nella sua stanza, dove tiene tantissimi giochi: la bambina resta colpita da un grande quadro raffigurante un paesaggio di montagna e scoppia in lacrime. La nonna capisce che la bambina soffre di nostalgia per il nonno e gli animali, così le viene l'idea di organizzare una gita in campagna, anche perché Clara non è mai uscita di casa. La signora Rottenmeier è contraria perché Clara è molto delicata, ma la nonna la fa stare zitta perché tenendola rinchiusa tra le quattro mura domestiche fa soltanto il suo male. Una volta arrivati, Heidi è finalmente libera di scatenarsi correndo sui prati. |                   |                  |
| 29 | Pomeriggio nel bosco 「ふたつのこころ」 - Futatsu no kokoro – "Due cuori" | 21 luglio 1974    | 12 aprile 1978   |
| 29 | Heidi si mette a giocare con due bambini, figli di contadini del posto, per prendere una farfalla per Clara, la quale rimane da sola e diventa molto triste perché crede di essere stata abbandonata dalla sua piccola amica che preferisce correre e saltare invece di rimanere accanto a lei. Vorrebbe ritornare subito a casa, e Clara desidera che Heidi ritorni alle sue montagne, ma è un'arrabbiatura passeggera. Durante la giornata, Clara e Heidi vivranno tante avventure: il gioco del nascondino, la gita in battello sul fiume, la mungitura delle capre, quando Clara assaggerà per la prima volta il loro latte. Al ritorno a casa, Clara si ammala di febbre per gli sforzi compiuti a cui non è abituata, ma confida ad Heidi di essere felice perché è stata una giornata che non dimenticherà mai. |                   |                  |
| 30 | Un raggio di sole 「お陽さまをつかまえたい」 - Oyō-sama wo tsukamaetai – "Voglio afferrare il sole" | 28 luglio 1974    | 13 aprile 1978   |
| 30 | Heidi e la nonna intrattengono la convalescente Clara con degli spettacolini usando i burattini, facendo arrabbiare la signora Rottenmeier che vorrebbe la lasciassero riposare in pace. Heidi viene mandata dal dottor Classen a ritirare una nuova cura per Clara: nell'ambulatorio del medico, Heidi gli chiede qualche suggerimento per aiutare Clara a guarire prima e il dottore le consiglia di farla uscire di casa. Heidi ha un'idea: tornare al bosco in cui sono state con la nonna per raccogliere dei fiori. Sul posto incontra gli stessi ragazzini dell'ultima volta e insieme catturano tantissime farfalle che chiudono in una cesta assieme ai fiori. Heidi e la nonna liberano le farfalle in camera di Clara, la quale è guarita e segue il suggerimento del dottore, uscendo per qualche ora nel giardino di casa. La nonna ha capito che ormai Heidi e Clara possono cavarsela da sole e dice al dottore che presto tornerà a casa, ma non ha il coraggio di dirlo alle bambine. |                   |                  |
| 31 | Un saluto dalla carrozza 「さようならおばあさま」 - Sayōnara obā-sama – "Arrivederci, nonna" | 4 agosto 1974     | 18 aprile 1978   |
| 31 | Da una mezza frase della signora Rottenmeier, Heidi e Clara scoprono che la nonna sta per partire: davanti a una Heidi in lacrime, la nonna le promette che tornerà quando avrà imparato a leggere tutto il libro di favole che le ha regalato. Come ultima cosa prima di congedarsi, la nonna porta le bambine a fare una passeggiata in città, imbattendosi in un matrimonio. Heidi e Clara sono stupefatte nel vedere gli sposi uscire dalla chiesa, così alla nonna viene l'idea di organizzare una finta festa di matrimonio in casa, con Clara che reciterà il ruolo della sposa con tanto di abito bianco. Ai balli e i momenti di giubilo partecipa anche il fisarmonicista amico di Heidi, entrato in casa di soppiatto, che intrattiene i presenti con la sua musica. Nel bel mezzo dei festeggiamenti, ai quali ovviamente non partecipa la signora Rottenmeier, la nonna lascia casa Seseman e parte senza dire nulla alle bambine. Quando Heidi si accorge della sua assenza, esce frettolosamente da casa e corre disperatamente dietro alla carrozza, ma alla nonna non resta che salutarla. Casa Seseman ripiomba così nella depressione che c'era prima del suo arrivo. |                   |                  |
| 32 | La tempesta 「あらしの夜」 - Arashi no yoru – "Una notte tempestosa" | 11 agosto 1974    | 19 aprile 1978   |
| 32 | La signora Rottenmeier riprende le redini del comando: vuole che Heidi e Clara dimentichino il periodo trascorso con la signora Seseman, tornando alle vecchie abitudini. La partenza della nonna ha lasciato un profondo vuoto in Heidi, la quale non mangia più e appare sempre più pallida. La bambina inizia a meditare circa una possibile partenza, ma Clara non vuole perderla e accusa la signora Rottenmeier di averla esasperata. La governante, che non vuole scontentare Clara, trova Heidi nella stanza della nonna — luogo in cui la piccola ormai si rifugia per trovare un po' di tranquillità e serenità — e le ordina di non nominare più le sue montagne davanti a lei, proibendole anche di piangere per non farla agitare; poi la porta via con forza dalla stanza privandola così anche del quadro che le ricordava la sua vita felice in montagna. Qualche notte più tardi, la cameriera Tinette urla terrorizzata dicendo di aver visto un fantasma aggirarsi sulle scale. |                   |                  |
| 33 | In casa col fantasma 「ゆうれい騒動」 - Yūrei sōdō – "Lotta col fantasma" | 18 agosto 1974    | 20 aprile 1978   |
| 33 | Clara ha paura per il fantasma e chiede alla signora Rottenmeier di scrivere un telegramma a suo padre. Il signor Seseman torna a casa e chiama il dottor Classen per appostarsi insieme a lui di notte e scoprire chi sia il misterioso fantasma. Dopo molte ore, i due scoprono che il “fantasma” non è altri che Heidi, la quale è scesa dal letto perché sognava di trovarsi nella sua baita in montagna. Il dottore mette la bambina a letto e parlandoci scopre che la signora Rottenmeier l'ha costretta a reprimere le lacrime. Classen è chiaro con il signor Seseman: Heidi deve tornare in montagna perché altrimenti potrebbe ammalarsi seriamente. Il signor Seseman rimprovera duramente la signora Rottenmeier per aver causato il malessere di Heidi, poi convince Clara che la cosa giusta da fare è far tornare la sua piccola amica a casa sua e le promette che un giorno la potrà raggiungere. Heidi è ovviamente felice di tornare a casa, ma si preoccupa ugualmente di Clara che adesso resterà di nuovo sola. Il signor Seseman la rincuora dicendo che d’ora in poi sarà lui stesso a occuparsi della figlia. Prima che Heidi parta, Clara si scusa con lei per averla trattenuta a Francoforte così a lungo e le dà dei regali: una cesta di panini bianchi per la nonna, un fischietto per Peter, e il tabacco da pipa per il nonno. |                   |                  |
| 34 | Ritorno alla baita 「なつかしの山へ」 - Natsukashi no yama e – "Ai miei cari monti" | 25 agosto 1974    | 25 aprile 1978   |
| 34 | Heidi lascia Francoforte con Sebastiano, incaricato dal signor Seseman di accompagnarla nel viaggio perché la zia Dete non può prendersi le ferie, come ha detto lui al padre di Clara. Heidi pregusta con ansia di rivedere le sue montagne: quando appaiono all'orizzonte, Sebastiano capisce perché la bambina in città era così triste. Arrivati a Maienfeld, Sebastiano ed Heidi salgono fino in paese a bordo del carretto del fornaio, al quale Heidi lascia la sua valigia che il nonno provvederà poi a ritirare. Dopo aver salutato Sebastiano, la bambina prosegue da sola: prima si ferma a casa della nonna di Peter per darle i panini bianchi, poi corre felice verso la baita dove finalmente può riabbracciare il suo caro nonnino. |                   |                  |
| 35 | Ancora insieme 「アルムの星空」 - Arumu no hoshizora – "Il cielo stellato dell'alpe" | 1º settembre 1974 | 26 aprile 1978   |
| 35 | Heidi è fuori di sé dalla gioia e per tutto il giorno non sa se ridere o piangere: è tornata a casa e solo questo conta. Mentre Heidi gioca sull’erba, arriva Peter dal pascolo con le capre: la bambina è contenta nel rivedere Diana, Bianchina e Fiocco di neve, nel frattempo cresciuta e diventata mamma di una nuova capretta. Il pastorello è incredulo e quasi non crede che quella che ha davanti sia Heidi, ma poi si rallegra per aver ritrovato la sua cara amica e salta letteralmente di gioia, così come tutte le altre capre. Tutto per Heidi è come quando l'aveva lasciato: i suoi abeti, la capanna, i suoi prati, ma quando si accorge che è tanto cresciuta da non entrare più nei suoi vecchi vestiti e che Bianchina è incinta, capisce che in realtà qualcosa è cambiato. Quella sera, parlando con il nonno, Heidi ricorda il suo periodo a Francoforte, raccontando tra le lacrime tutte le angherie e i soprusi che la signora Rottenmeier le ha inflitto, descrivendo con dolore che ha vissuto tutto ciò come un orribile inferno da cui non riusciva a trovare vie di fuga. Il nonno la consola dicendole di dimenticare la terribile donna, che ora non potrà più farle del male. Poco dopo, a sorpresa, Peter viene a trovare Heidi portandole un regalo e i due si salutano affettuosamente promettendosi di vedersi il giorno dopo. |                   |                  |
| 36 | Il nonno fa acquisti 「そして牧場へ」 - Soshite bokujō e – "Ritorno al pascolo" | 8 settembre 1974  | 27 aprile 1978   |
| 36 | Heidi torna con Peter sui pascoli con le capre: è talmente felice che ha paura sia tutto un sogno e di risvegliarsi a Francoforte. Si rotola nei prati fioriti, osserva di lontano gli stambecchi e l'aquila che volteggia libera nel cielo. Heidi racconta anche a Peter cosa le è accaduto a Francoforte: seppur abbia trovato un’amica in Clara, infatti, dichiara che la vita era diventata un inferno a causa dei tormenti della signora Rottenmeier, da cui non poteva fuggire in nessun modo. Sentendo i tormenti che ha subito Heidi, Peter maledice la signora Rottenmeier definendola una donna orribile. Nel tentativo di recuperare una capretta che si era unita a un branco di stambecchi, rischiando di precipitare dalle montagne, Heidi e Peter scoprono un posto nuovo: un bellissimo laghetto. Intanto il nonno scende al villaggio per riprendere la valigia: quando il fornaio e sua moglie gli dicono che Heidi al suo arrivo sembrava una ragazzina di città, il vecchio scoppia in una fragorosa risata. Il fornaio e la moglie si guardano in faccia stupiti: in tutta la loro vita non avevano mai visto il vecchio dell'Alpe ridere. Il nonno regala alla nipotina un nuovo vestito, stavolta della taglia giusta. |                   |                  |
| 37 | La capretta 「山羊のあかちゃん」 - Yagi no Aka-han – "Il cucciolo della capretta" | 15 settembre 1974 | 2 maggio 1978    |
| 37 | Heidi riceve una lettera da Clara che racconta delle sue tristi giornate a Francoforte senza di lei e decide di risponderle invitandola in montagna. Bianchina partorisce una capretta che la ragazzina chiama Bella. Quando Heidi va a trovare la nonna di Peter, fra lo stupore della vecchia e di Brigida, si mette a leggere un libro di favole svizzere che piacciono alla nonna. La sera, il nonno osserva pensieroso Heidi, mentre si diverte a leggere il libro che le aveva regalato la nonna di Clara, e decide che è arrivato il momento di mandarla a scuola. Per poter frequentare le lezioni, i due dovranno necessariamente trasferirsi in paese per l'inverno. Inizialmente il Vecchio pensa di affittare una casa ma per pagare concorda con il proprietario di vendergli Bella: Heidi è fermamente contraria, quindi il nonno cambia idea e decide di ristrutturare la sua vecchia casa. |                   |                  |
| 38 | Inverno in paese 「新しい家で」 - Atarashii iede – "Nella nuova casa" | 22 settembre 1974 | 3 maggio 1978    |
| 38 | È giunto l'inverno: Heidi e il nonno si trasferiscono al villaggio nella casa che il vecchio ha ristrutturato durante l'autunno. Al primo impatto con la nuova casa Heidi rimane interdetta, ma dopo averla esplorata all'interno cambia idea perché è molto spaziosa. Heidi vuole che Peter il giorno dopo venga a scuola con lei e gli strappa una solenne promessa, nonostante Peter non si muova mai quando nevica. L'indomani mattina Peter arriva davanti alla scuola molto presto e trova una signora che gli chiede di raggiungere il marito portandogli la borsa che ha lasciato a casa: Peter corre più in fretta che può, ma quando trova l'uomo questi lo porta con sé a pranzo a Maienfeld e così gli fa perdere le lezioni. Peter vuole comunque onorare la sua promessa e corre come un forsennato dalla stazione fino a scuola: Heidi è piacevolmente colpita dal comportamento di Peter e fa stare zitti i compagni di scuola che lo prendevano in giro perché si fa comandare da una ragazzina. |                   |                  |
| 39 | Gara combattuta 「がんばれペーター」 - Ganbare Peter – "Forza, Peter!" | 29 settembre 1974 | 4 maggio 1978    |
| 39 | Heidi chiede a Peter di consegnare la lettera alla nonna, con il secondo fine di costringerlo finalmente a leggere. Il giorno dopo Heidi viene a sapere dai compagni di scuola che ci sarà l'annuale gara di slitte, aperta solo ai maschi. Heidi cerca di convincere Peter a partecipare, ma lui non ha mai gareggiato perché la sua slitta è troppo vecchia. Heidi convince l’amico a costruire da sé una slitta nuova con la quale gareggiare, sotto la supervisione del nonno che intuisce le capacità di falegnameria di Peter. Il ragazzo vince così a pari merito la gara. |                   |                  |
| 40 | Arriva il dottore 「アルムへ行きたい」 - Arumu e iki tai – "Portatemi sulle Alpi" | 6 ottobre 1974    | 9 maggio 1978    |
| 40 | L'inverno è finito: il nonno e Heidi chiudono la casa in paese per ritornare alla baita. La ragazzina riprende lo scambio epistolare con Clara, facendo arrabbiare Peter perché lo sta nuovamente trascurando in favore della sua amica di città. A Francoforte, intanto, Clara costringe la signora Rottenmeier a scrivere a suo padre in modo che possa tenere fede alla promessa fattale tempo prima. Il signor Seseman torna a casa e discute della faccenda con il dottor Classen, chiedendogli di partire in avanscoperta per vedere come si presenta il posto. Clara spiega tutto ad Heidi in una lettera, ma la ragazzina ne fraintende il contenuto e pensa che Clara stia per venire accompagnata dal dottore. |                   |                  |
| 41 | Una battaglia vinta 「お医者さまの約束」 - Oisha-sama no yakusoku – "La promessa del dottore" | 13 ottobre 1974   | 10 maggio 1978   |
| 41 | Per Heidi la delusione è tantissima nel vedere arrivare alla baita soltanto il dottore, ma questo la rende ancora più determinata nel convincerlo a far venire Clara. Heidi e Peter portano il dottore sui pascoli per mostrargli la bellezza del posto: il medico rimane estasiato ma, come racconta al nonno una volta rientrato alla capanna, è troppo pericoloso per Clara perché non potrebbe muoversi in libertà con la sedia a rotelle. La sera Heidi porta il dottore a casa di Peter per dare alla nonna e Brigida i regali provenienti dalla città: il dottore visita la nonna e ne constata l'ottimo stato di salute. Quando Heidi va a letto, il nonno chiede al dottore se c'è una possibilità che Clara cammini: la sua risposta è sì, ma il problema è che lei si è sempre rifiutata di fare gli esercizi. Il mattino seguente Heidi riesce a convincere il dottore che, facendo venire Clara in montagna, potrebbe guarire. |                   |                  |
| 42 | La visita di Clara 「クララとの再会」 - Clara tono saikai – "Di nuovo con Clara" | 20 ottobre 1974   | 11 maggio 1978   |
| 42 | Heidi riceve una lettera da Clara nella quale le annuncia il suo arrivo: la sua contentezza è leggermente guastata dalla notizia che ad accompagnarla sarà la signora Rottenmeier. Tutti i giorni il nonno scende in paese per allestire la casa, mentre Heidi rimane alla baita a sbrigare le piccole faccende domestiche. Il giorno dell’arrivo di Clara una carrozza fa il suo ingresso in paese creando scompiglio tra i bambini: Heidi è fuori di sé dalla felicità e corre a salutare Clara, presentandola subito al nonno. La signora Rottenmeier intuisce sin dall'inizio che sarà difficile per lei ambientarsi, soprattutto quando caccia un urlo scambiando Peter per un orso. Dopo aver cenato, Heidi e Clara si addormentano presto perché il giorno dopo saliranno alla baita di buon'ora. |                   |                  |
| 43 | Una giornata importante 「クララの願い」 - Clara no negai – "Il desiderio di Clara" | 27 ottobre 1974   | 16 maggio 1978   |
| 43 | Clara è entusiasta all'idea di salire alla baita e vedere le bellezze della montagna che Heidi le ha descritto così tante volte. È tutto pronto per partire: la signora Rottenmeier ha ingaggiato due uomini con una portantina per Clara, mentre la governante è costretta a salire su un cavallo. In montagna Clara si sente davvero bene e mangia con appetito, fatto mai accaduto a Francoforte. Al tramonto i contadini tornano a prendere Clara e la signora Rottenmeier per riportarle in paese, ma Clara vorrebbe dormire nella baita insieme ad Heidi e, per la prima volta, riesce a spuntarla sulla governante. La signora Rottenmeier accetta con riluttanza il volere di Clara, dicendo che farà avanti e indietro tutte le mattine per verificare che tutto proceda regolarmente. |                   |                  |
| 44 | Alla scoperta degli insetti 「小さな計画」 - Chiisana keikaku – "Un piccolo piano" | 3 novembre 1974   | 17 maggio 1978   |
| 44 | Clara si sveglia prestissimo e assiste alla sua prima meravigliosa alba in montagna. Inizia così una nuova giornata di meraviglie per lei: finalmente può stendersi sull'erba e conoscere gli insetti, godendo di una libertà mai assaporata. Nel frattempo, Peter è costretto a sorbirsi la signora Rottenmeier che sale alla baita con lui anziché affittare il cavallo perché la notte prima lei ha trovato una pulce sul letto. Il ragazzino dice alla governante che le sue scarpe sono inadatte a camminare in montagna e le presta un paio di scarponcini: la Rottenmeier li trova orrendi e cammina a piedi nudi, bucandosi le calze con l'erba alta. Una volta arrivata a destinazione, la signora Rottenmeier inorridisce alla vista di Clara sull'erba e vuole che faccia i compiti come aveva promesso prima di partire. Clara continua a rimandare l'incombenza perché non vuole proprio pensare a studiare e il nonno le mostra come fare il formaggio. Mentre Clara si riposa, Heidi va a prenderle dei fiori e incontra Peter, furioso con lei perché Clara monopolizza la sua attenzione e le impedisce di venire con lui sui pascoli. Al pastorello viene così un'idea: l'indomani porterà Clara ai pascoli in braccio. |                   |                  |
| 45 | Un prato tutto fiori 「山の子たち」 - Yama no ko tachi – "I bambini della montagna" | 10 novembre 1974  | 18 maggio 1978   |
| 45 | Mentre Heidi si precipita all'alba da Brigida per farsi prestare un paio di vecchi pantaloni, il nonno ha costruito un freno per la sedia a rotelle di Clara. Heidi convince Clara a indossare i pantaloni per rendere a Peter più facile il compito di portarla in braccio, approfittando dell'assenza della signora Rottenmeier che si è offesa dal comportamento di Peter del giorno prima e quindi salirà da sola. La giornata di Clara sui pascoli è indimenticabile, mentre alla baita la signora Rottenmeier rinfaccia al nonno l'aver lasciato andare i ragazzi da soli: il vecchio ricorda alla governante che è stato il dottore a far venire Clara in montagna. Al ritorno dai pascoli Peter avverte la stanchezza per aver trasportato Clara, ma riesce a resistere e ad arrivare alla baita. |                   |                  |
| 46 | Una sedia per Clara 「クララのしあわせ」 - Clara noshiawase – "La felicità di Clara" | 17 novembre 1974  | 23 maggio 1978   |
| 46 | Peter tarda ad arrivare e Clara si sente in colpa perché ritiene che il giorno prima gli abbia fatto fare uno sforzo eccessivo a portarla in braccio: in realtà, il pastorello ha lavorato tutta la notte per preparare una portantina a spalla così da trasportarla più agevolmente. La signora Rottenmeier stavolta è presente e non intende dare il proprio consenso, ma il nonno vede che la portantina di Peter è buona e dà a Clara il suo permesso. La signora Rottenmeier sta stendendo i panni quando scoppia una forte pioggia: risoluta a voler salire sui pascoli per accertarsi che Clara stia bene, la governante accompagna il nonno e indossa un paio di vecchi pantaloni, percorrendo molto goffamente la salita. Intanto Heidi e Peter trovano riparo sotto la coperta e Clara racconta una storia. Una volta che il nonno e la signora Rottenmeier sono arrivati, è tornato il bel tempo e appare un bellissimo arcobaleno. Il giorno dopo, Clara conosce la nonna di Peter e le legge alcune poesie di Eduard Mörike (In viaggio e Mattinata di settembre) dal libro che la vecchia aveva imparato a memoria da giovane. La nonna è contenta che la ragazzina legga per lei: Clara piange di gioia perché per la prima volta nella sua vita è stata utile a qualcuno. |                   |                  |
| 47 | Il saluto della governante 「こんにちはおばあさま」 - Konnichiwa obā-sama – "Buongiorno nonna" | 24 novembre 1974  | 24 maggio 1978   |
| 47 | La signora Rottenmeier scrive al signor Seseman perché vuole che li raggiunga in montagna per raddrizzare Clara, la quale non sta studiando e perde il suo tempo. Il padre di Clara però manda sua madre, facendo innervosire la governante perché tra loro non corre buon sangue. La nonna di Clara resta piacevolmente colpita dalla nipote, che si è irrobustita e soprattutto ha finalmente abbandonato la sua sedia a rotelle, senza dar retta più di tanto alle lamentele della signora Rottenmeier che propone di tornare a casa perché l'obiettivo del viaggio, cioè far cambiare aria a Clara, è stato raggiunto. Il nonno spiega alla signora Seseman che, secondo il dottor Classen, Clara potrebbe tornare a camminare, però c'è bisogno che si trattenga da loro ancora un po' di tempo. La nonna, eccitata all'idea che Clara possa camminare, accetta la proposta del nonno e decide di mandare a casa la signora Rottenmeier, la quale con le sue eccessive premure sarebbe solo d'intralcio alla guarigione di Clara. Al tramonto la nonna conosce Peter e, per ringraziarlo aver aiutato Clara, gli regala un coltellino. La signora Rottenmeier piange perché è costretta a separarsi dalla sua amata Clara: le due amiche sono sorprese nello scoprire che anche la severa governante ha un lato umano. |                   |                  |
| 48 | Una dolce promessa 「小さな希望」 - Chiisana kibō – "Una piccola promessa" | 1º dicembre 1974  | 25 maggio 1978   |
| 48 | La signora Rottenmeier parte per tornare a Francoforte: la nonna, dopo averla salutata sulla carrozza, sale alla baita. Heidi e Clara, convinte che il suo ritardo sia dovuto alle compere, si aspettano un regalo: la nonna non può accontentarle, ma promette loro che presto avranno una grande sorpresa. Mentre Clara sta leggendo a sua nonna, una mucca si avvicina minacciosamente: la ragazzina ha una reazione istintiva e si alza in piedi per qualche secondo. La nonna non crede ai suoi occhi e si convince che la nipote un giorno potrà camminare. |                   |                  |
| 49 | Al lago dei camosci 「ひとつの誓い」 - Hitotsu no chikai – "Una promessa" | 8 dicembre 1974   | 30 maggio 1978   |
| 49 | La nonna ha deciso di andare in una stazione termale perché, lasciando Clara da sola, potrebbe venirle il desiderio di imparare a camminare. Stavolta però lei non intende fuggire di nascosto come ha fatto a Francoforte, ma vuole organizzare una festa nella casa del nonno in paese. Heidi e Peter portano la nonna sui pascoli e la sera scendono tutti in paese per la festa. La nonna dice ad Heidi di invitare pure i suoi compagni di scuola, rimasti a guardare sorpresi dall'ingresso. Vedendo i bambini correre, a Clara viene finalmente il desiderio di imparare a camminare: il nonno le propone di iniziare gli esercizi il giorno seguente, ma deve essere lei a volerlo. Prima che la nonna parta, Clara le promette che imparerà a camminare. |                   |                  |
| 50 | La pazienza del nonno 「立ってごらん」 - Tatte goran – "Provare ad alzarsi" | 15 dicembre 1974  | 31 maggio 1978   |
| 50 | Clara ha promesso che si sarebbe impegnata e da oggi cominciano i lunghi e faticosi esercizi. È un'altalena di entusiasmi e scoraggiamenti per la ragazzina, anche a causa dell'impazienza di Heidi e di Peter. Quando ormai sembra che abbia rinunciato, il nonno, parlandole con calma, la convince a perseverare, fino a quando riesce a reggersi in piedi da sola per qualche istante. |                   |                  |
| 51 | I primi passi 「クララが歩いた」 - Clara ga aruita – "Clara cammina" | 22 dicembre 1974  | 1º giugno 1978   |
| 51 | Il nonno nasconde la sedia a rotelle nel ripostiglio, in modo che Clara non l'abbia più sotto gli occhi. Gli esercizi della ragazzina continuano fino a quando, tentando di camminare da sola, perde l'equilibrio e cade. Clara è di nuovo scoraggiata e la mattina seguente, un po' camminando e un po' strisciando, va di nascosto fino al ripostiglio per tentare di riprendersi la sedia a rotelle, ma un suo gesto maldestro fa rotolare la sedia giù dal pendio fino a rompersi contro un masso. È a questo punto che Clara si rende conto che ormai ha tagliato i suoi ponti col passato e non può più tornare indietro. Non ha più la sedia a rotelle, che odiava ma che era tanto rassicurante, adesso avrebbe dovuto farcela da sola. È come se la gabbia dorata del canarino Hansi si fosse finalmente rotta e lui non potesse fare altro che volare via libero. |                   |                  |
| 52 | Care montagne 「また会う日まで」 - Mata au nichi made – "Fino al giorno in cui ci rivedremo" | 29 dicembre 1974  | 2 giugno 1978    |
| 52 | Clara ormai non solo si regge in piedi, ma comincia a fare i primi passi. È quindi arrivato il momento di avvertire la nonna, ma lei e Heidi decidono di farle una sorpresa e di non raccontarle tutto: le due bambine le fanno quindi credere che Clara sta facendo molti progressi, ma per ora comincia a sollevarsi in piedi anche se con fatica. Non appena ricevuta la lettera delle bambine, la nonna arriva subito in montagna, ma anche lei ha una sorpresa in serbo: assieme a lei è infatti arrivato anche il signor Seseman, il padre di Clara. Anche se Peter dovrebbe accudire le capre al pascolo, non vuole perdersi la scena di Clara che cammina da sola incontro al padre, che la guarda attonito. Ormai però è arrivato l'autunno e Clara deve tornare a Francoforte e subito dopo, sotto lo sguardo placido e sereno della signora Rottenmeier, riesce per la prima volta a camminare, ma ormai sono tutti certi che passato l'inverno ritornerà sui monti dalla sua amica Heidi e quel giorno potrà finalmente correre e saltare insieme a lei. |                   |                  |

## Edizioni home video

### Italia

#### DVD e Blu-ray Disc
In Italia la serie è stata pubblicata per la prima volta nel 2005 da De Agostini in 26 DVD singoli. Nel 2006, Dolmen Junior ha pubblicato una nuova edizione in 10 DVD, disponibili sia singolarmente che in 2 cofanetti. Nel 2008, RBA Italia ha distribuito la serie con il titolo "Il Fantastico Mondo di Heidi" in 26 DVD e 2 cofanetti. Nel 2011, CG Entertainment ha raccolto la serie sia in 10 DVD singoli che in 2 box da 5 DVD ciascuno. Nel 2012 RBA Italia ha commercializzato una nuova edizione sempre con il nome "Il Fantastico Mondo di Heidi" in 26 DVD singoli, i cui dorsi delle copertine formavano una raffigurazione dei principali protagonisti della serie. L'ultima edizione prima che la serie venisse restaurata è stata pubblicata da MTC Junior con il titolo "Heidi, il Personaggio Originale" in 17 DVD.

A partire dal 2012, la serie è stata rimasterizzata ed è stata commercializzata in nuove edizioni. Nello stesso anno, CG Entertainment ha pubblicato 10 DVD contenuti in 2 box da 5 DVD ciascuno. Nel 2016, la stessa CG Entertainment ha commercializzato una nuova edizione dal titolo "Heidi, la Serie Classica Originale" sia in 10 DVD singoli che in 2 box contenenti 5 DVD ciascuno. Nel 2023, Dynit ha distribuito la serie per la prima volta in Blu-ray Disc.